# Pirate game

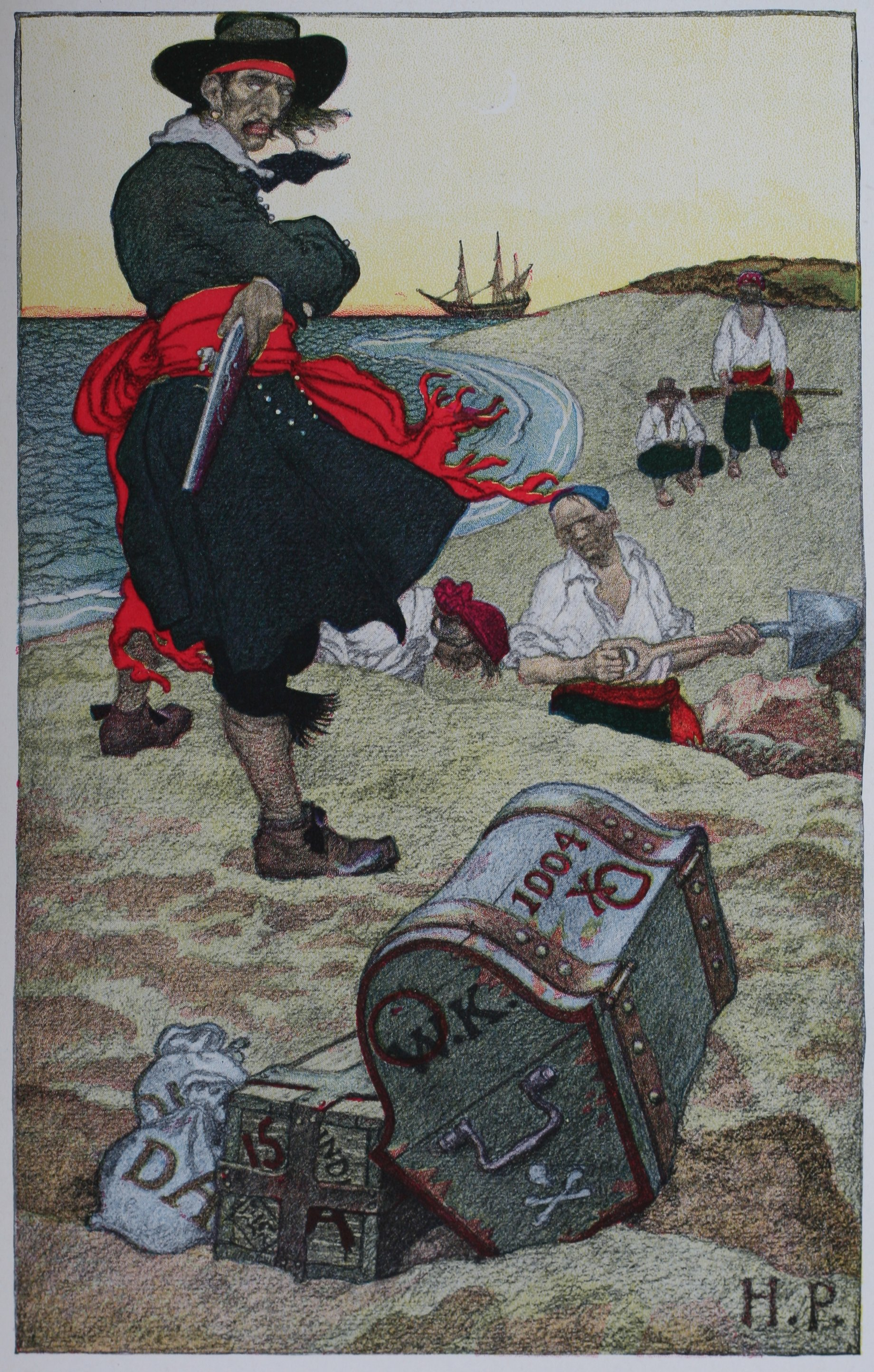
Aus Howard Pyle's Book of Pirates

Das Pirate game ist ein einfaches mathematisches Spiel. Es illustriert, wie überraschend Ergebnisse sein können, wenn die Annahmen des Homo-oeconomicus-Modells zum menschlichen Verhalten standhalten. Es ist eine Mehrspielerversion des Ultimatumspiels.

## Spiel
Gegeben sind fünf rational handelnde Piraten A, B, C, D und E, die 100 Goldmünzen finden. Sie müssen nun entscheiden, wie sie diese untereinander aufteilen.
Unter den Piraten herrscht eine strikte Rangordnung nach Lebensalter: A ist ranghöher als B, der ranghöher als C ist, der ranghöher als D ist, der wiederum ranghöher als E ist. Die Verteilungsregeln in der Piratenwelt sehen wie folgt aus: Der ranghöchste Pirat macht einen Vorschlag zur Aufteilung der Münzen, dann stimmen die Piraten ab, ob sie diesen Verteilungsvorschlag akzeptieren. Der Vorschlagende kann mitstimmen und hat die ausschlaggebende Stimme im Falle eines Unentschiedens. Wird der Vorschlag angenommen, erfolgt die Aufteilung wie vorgeschlagen; andernfalls wird der Vorschlagende über Bord geworfen und der ranghöchste verbleibende Pirat erhält die Gelegenheit, eine Aufteilung vorzuschlagen – das Spiel beginnt – mit reduzierter Spielerzahl – von vorne.
Die Piraten entscheiden auf der Grundlage dreier Kriterien: Zuallererst will jeder Pirat überleben. Zweitens möchte jeder Pirat die Anzahl der Goldmünzen, die er erhält, maximieren. Und drittens würde jeder Pirat gerne die anderen über Bord werfen, wenn die übrigen Kriterien ansonsten gleich bleiben.

## Ergebnis
Es könnte intuitiv angenommen werden, dass Pirat A gezwungen ist, sich selbst wenig bis gar nichts zuzuteilen, da er fürchten könnte, mit seinem Vorschlag überstimmt zu werden, damit die Beute unter einer dann kleineren Gruppe von Piraten aufgeteilt werden kann. Dennoch sieht das theoretische Ergebnis weit anders aus.
Dies wird offensichtlich, wenn wir umgekehrt an die Lösung herangehen: Wenn alle außer D und E bereits über Bord sind, kann D für sich 100 und 0 für E vorschlagen. Er hat die ausschlaggebende Stimme und so wird die Verteilung angenommen.
Wenn drei Piraten übrig sind (C, D und E), sieht C voraus, dass D in der nächsten Runde E 0 anbieten wird; daher muss C in dieser Runde E (mindestens) 1 anbieten um die Stimme von E zu erhalten und seinen Verteilungsvorschlag durchzusetzen. Demnach lautet die Verteilung mit drei verbleibenden Piraten C: 99, D: 0 und E: 1.
Wenn B, C, D und E übrig sind, sieht B dies alles bei seiner Entscheidung voraus. Um nicht über Bord geworfen zu werden, kann er D einfach 1 anbieten. Da er die ausschlaggebende Stimme hat, ist die Unterstützung von D ausreichend. Folglich schlägt er B: 99, C: 0, D: 1 und E: 0 vor. Man könnte auch überlegen, B: 99, C: 0, D: 0 und E: 1 vorzuschlagen, da E sicher ist, nicht mehr zu erhalten, wenn er B über Bord wirft. Allerdings, da jeder der Piraten gerne einen der anderen ins Meer wirft, würde E es vorziehen, B über Bord zu werfen und die gleiche Menge Goldes von C zu erhalten.
Angenommen A weiß von all dem, so kann er für die folgende Aufteilung, die auch die endgültige Lösung darstellt, mit der Unterstützung von C und E rechnen:
- A: 98 Münzen
- B:  0 Münzen
- C:  1 Münze
- D:  0 Münzen
- E:  1 Münze[1]

Dagegen ist die Aufteilung A: 98, B: 0, C: 0, D: 1, E: 1 genauso wenig möglich wie andere Variationen, da D lieber A über Bord wirft und die gleiche Menge Goldes von B erhält.

## Erweiterung
Das Spiel kann leicht auf bis zu 200 Piraten ausgeweitet werden, ohne das Ergebnis zu verändern. Weitet man die Anzahl der Piraten auf über 200 Piraten aus und lässt die Geldmenge unverändert, so verändert sich jedoch das Muster. Ian Stewart erweiterte das Spiel im Scientific American (Ausgabe vom Mai 1999) auf eine beliebige Anzahl von Piraten und kam zu weiteren interessanten Ergebnissen: ab 201 Piraten erhalten nur noch die Piraten 1 bis 200 jeweils eine Goldmünze, das Anliegen der Piraten ab dem 201. ist dann nur noch das Überleben. Die Analyse zeigt jedoch, dass nur noch die Piraten überleben, deren Ordnungszahl von der Form „200 plus eine Zweierpotenz“ ist.